# Montes Sibilinos
Los Montes Sibilinos (en italiano, Monti Sibillini) son un grupo montañoso en Italia, parte de los Apeninos centrales. Situados entre la Umbría oriental y las Marcas, están compuestos sobre todo por roca caliza, formada en el Mesozoico y Cenozoico (hace entre 100 y 50 millones de años) desde el fondo del mar caliente extinguido que emergió hace 20 millones de años. La mayor parte de los picos superan los 2.000 m s. n. m., siendo la mayor altura el Monte Vettore, de 2.476 metros.
Desde 1993 la zona forma parte del parque nacional de los Montes Sibilinos (Parco Nazionale dei Monti Sibillini).
La actual morfología, ampliamente dominada por valles en forma de «U» y depresiones glaciares, se debe a la acción de los glaciares en la era Cuaternaria. También se encuentran presentes zonas de topografía karstica.

## Flora y fauna
- Puercoespín crestado
- Búho real
- Águila real
- Halcón peregrino
- Corzo
- Víbora de Orsini
- Gato montés
- Lobo itálico

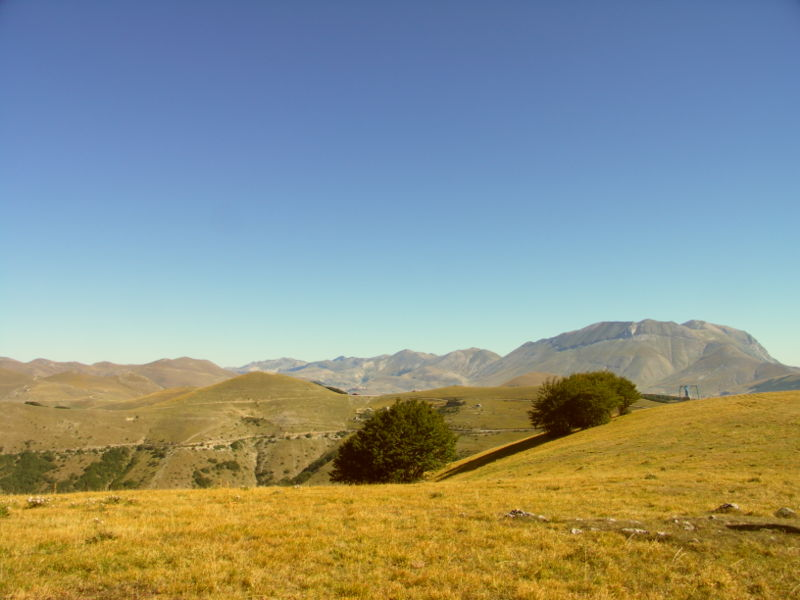
Una vista de verano de los Montes Sibilinos.

Un pequeño lago de origen glaciar llamado Pilato, dentro de un profundo valle en forma de U bajo el Monte Vettore, alberga un crustáceo endémico de este lugar, el Chirocephalus marchesonii.
La zona contiene zonas de hayas dispersas entre prados conservados gracias al pastoreo de las ovejas.